# Łyskowskaja
Łyskowskaja (ros. Лысковская) – wieś w Rosji, w rejonie ust´-kubinskim obwodu wołogodzkiego. W 2010 r. liczyła 13 mieszkańców.